# بابونه‌ای
بابونه‌ای (نام علمی: Microcephala) نام یک سرده از تیره کاسنیان است. این سرده یا جنس در ایران یک گونه به نام بابونه‌ای (گیاه) (lamellata) دارد. گونه‌ای است یک ساله که بیشتر در مناطق بیابانی ایران می‌روید و انحصاری ایران، آسیای مرکزی، پاکستان و افغانستان است.